# Замок Лейкслип
Замок Лейкслип (ирл. Léim) — замок  в северо-восточном  графстве Килдэр (провинция Ленстер), в городе Лейкслип, Ирландия.
Замок построен на месте слиянии рек Лиффи и Рай-Уотер на возвышающемся утёсе. Его центральная часть датируется 1172 годом. Использовался в качестве охотничьего дома королём  Иоаннам. В 1316 году был осаждён войсками Эдуарда Брюса, через четыре дня он был захвачен. В 1567 году его приобрёл судья Николас Белый, его семья владела замком до 1728 года. Владельцем стал Уильям Коноли. Его потомки продали замок в 1914 году. 
Замок Лейкслип является жилым уже более 900 лет. Доступен для организованных экскурсионных групп.